# Districte de Strasbourg-Campagne
El Districte de Strasbourg-Campagne (alsacià Stroosburi-Lànd) és un antic districte del departament francès del Baix Rin, a la regió del Gran Est. Comptava amb 8 cantons i 104 municipis. El cap del districte era la prefectura d'Estrasburg.

## Cantons
cantó de Bischheim - cantó de Brumath - cantó de Geispolsheim - cantó de Hochfelden - cantó d'Illkirch-Graffenstaden - cantó de Mundolsheim - cantó de Schiltigheim - cantó de Truchtersheim